# Kajakarstwo na Letnich Igrzyskach Olimpijskich 1956 – K-1 500 m kobiety
Zawody w kajakarstwie klasycznym (K1) na dystansie 500 m kobiet na Letnich Igrzyskach Olimpijskich 1956 zostały rozegrane 1 grudnia 1956 r. W zawodach wzięło udział 10 zawodniczek z 10 państw. Zawody składały się z eliminacji i finału.

## Rezultaty

### Eliminacje
Wyścig 1
| Poz. | Zawodniczki              | Reprezentacja   | Czas   | Uwagi |
| ---- | ------------------------ | --------------- | ------ | ----- |
| 1.   | Therese Zenz             | Niemcy          | 2:17,6 | Q     |
| 2.   | Jelizawieta Diemientjewa | ZSRR            | 2:20,9 | Q     |
| 3.   | Edith Cochrane           | Australia       | 2:24,0 | Q     |
| 4.   | Patricia Moody           | Wielka Brytania | 2:26,7 | Q     |
| 5.   | Helga Hellebrand         | Austria         | 2:27,5 |       |

Wyścig 2
| Poz. | Zawodniczki       | Reprezentacja | Czas   | Uwagi |
| ---- | ----------------- | ------------- | ------ | ----- |
| 1.   | Tove Søby         | Dania         | 2:23,7 | Q     |
| 2.   | Cecilia Berkes    | Węgry         | 2:25,3 | Q     |
| 3.   | Daniela Walkowiak | Polska        | 2:25,8 | Q     |
| 4.   | Eva Marion        | Francja       | 2:29,4 | Q     |
| 5.   | Eila Eskola       | Finlandia     | 2:31,4 |       |

### Finał
| Poz. | Zawodnik                 | Reprezentacja   | Czas   |
| ---- | ------------------------ | --------------- | ------ |
| 1.   | Jelizawieta Diemientjewa | ZSRR            | 2:18,9 |
| 2.   | Therese Zenz             | Niemcy          | 2:19,6 |
| 3.   | Tove Søby                | Dania           | 2:22,3 |
| 4.   | Cecilia Berkes           | Węgry           | 2:23,5 |
| 5.   | Edith Cochrane           | Australia       | 2:23,8 |
| 6.   | Daniela Walkowiak        | Polska          | 2:24,1 |
| 7.   | Patricia Moody           | Wielka Brytania | 2:25,3 |
| 8.   | Eva Marion               | Francja         | 2:27,9 |